# Freddie King
Freddie King (Gilmer, 3 de setembro de 1934 – Chicago, 28 de dezembro de 1976) foi um músico, cantor e guitarrista de blues, mais conhecido por suas músicas "Hide Away", "Have You Ever Loved a Woman" e "Going Down". Foi considerado o 15º melhor guitarrista de todos os tempos pela revista norte-americana Rolling Stone.
King nasceu como Frederick Christian em Gilmer, Texas. Sua mãe foi Ella May King, seu pai J.T. Christian. Sua mãe e seu tio, começaram a ensinar Freddie a tocar guitarra aos seis anos. Ele gostou e imitou a música de Lightnin' Hopkins e do saxofonista Louis Jordan.
Em 1950, Freddie se moveu com sua família para o sul de Chicago. Lá, aos 16 anos, costumava frequentar bares locais, e ouvia músicos como Muddy Waters, Howlin' Wolf, T-Bone Walker, Elmore James, e Sonny Boy Williamson.
King tocava com uma palheta plástica de polegar e uma palheta de metal para o indicador. Ele atribuiu a Eddie Taylor os ensinamentos sobre o uso das palhetas. A maneira de King usar a alça da guitarra no ombro direito, sendo destro, era única para sua época. Freddie King era um dos artistas principais da cena do chamado Chicago blues dos anos 50 e 60, que era o local e época principal no desenvolvimento do blues elétrico.
Em 1976 Freddie King morre de problemas cardíacos, em Dallas aos 42 anos. Primeiro entre os três grandes "Kings" do blues, a nos deixar, os outros dois sendo Albert King (falecido em 1992) e BB King (falecido em 2015). Eric Clapton que excursionou com ele entre 1974 e 1975 chegou a declarar: "Freddie King foi quem me ensinou como fazer amor com uma guitarra".